# ۷۳۴ (قمری)
۷۳۴ (قمری)، هفتصد و سی و چهارمین سال در گاهشماری هجری قمری است. اول محرم این سال برابر با بیستم سپتامبر سال ۱۳۳۳ میلادی است.

## وابسته
- شهید اول
- آل اینجو